# ماريسا بيرينسون
ماريسا بيرينسون (بالإنجليزية: Marisa Berenson)‏ هي عارضة وممثلة أمريكية، ولدت في 15 فبراير 1947 بنيويورك في الولايات المتحدة. بدأت مشوارها المهني سنة 1967.

## أعمال

### أفلام
- (1971) الموت في البندقية
- (1972) ملهى
- (1975) باري ليندون
- (1977) السمك القاتل

## وصلات خارجية
- ماريسا بيرينسون على موقع IMDb (الإنجليزية)
- ماريسا بيرينسون على موقع ألو سيني (الفرنسية)
- ماريسا بيرينسون على موقع ميوزك برينز (الإنجليزية)
- ماريسا بيرينسون على موقع تيرنر كلاسيك موفيز (الإنجليزية)
- ماريسا بيرينسون على موقع أول موفي (الإنجليزية)
- ماريسا بيرينسون على موقع قاعدة بيانات برودواي على الإنترنت (الإنجليزية)
- ماريسا بيرينسون على موقع قاعدة بيانات الأفلام السويدية (السويدية)
- ماريسا بيرينسون على موقع إن إن دي بي (الإنجليزية)
- ماريسا بيرينسون على موقع ديسكوغز (الإنجليزية)
- ماريسا بيرينسون على موقع قاعدة بيانات الفيلم (الإنجليزية)